# جون بينتون
جون بينتون (بالإنجليزية: John Benton)‏ (1865 في المملكة المتحدة - 1932) هو لاعب كرة قدم بريطاني (وحمل سابقاً جنسية المملكة المتحدة لبريطانيا العظمى وأيرلندا) في مركز الدفاع. لعب مع وولفرهامبتون واندررز.